# Ніарра
Ніарра (ісп. Niharra) — муніципалітет в Іспанії, у складі автономної спільноти Кастилія-і-Леон, у провінції Авіла. Населення — 154 особи (2010).
Муніципалітет розташований на відстані близько 100 км на захід від Мадрида, 14 км на південний захід від Авіли.

## Демографія
Динаміка населення (INE ):